# Xizicus
Xizicus är ett släkte av insekter. Xizicus ingår i familjen vårtbitare.

## Dottertaxa tillXizicus, i alfabetisk ordning[1]
- Xizicus abnormalis
- Xizicus andamanensis
- Xizicus appendiculatus
- Xizicus bilobus
- Xizicus changi
- Xizicus choui
- Xizicus coreanus
- Xizicus cryptostictus
- Xizicus danangi
- Xizicus dao
- Xizicus divergentis
- Xizicus dubius
- Xizicus duplum
- Xizicus fascipes
- Xizicus furcicercus
- Xizicus hainani
- Xizicus howardi
- Xizicus hue
- Xizicus ikonnikovi
- Xizicus incisa
- Xizicus juxtafurcus
- Xizicus kaltenbachi
- Xizicus khaosoki
- Xizicus kulingensis
- Xizicus kweichowensis
- Xizicus lineosus
- Xizicus maculatus
- Xizicus magnus
- Xizicus megalobatus
- Xizicus meridianus
- Xizicus orlovi
- Xizicus parallelus
- Xizicus proximus
- Xizicus rehni
- Xizicus ryabovi
- Xizicus sergeji
- Xizicus siamensis
- Xizicus simplicicercis
- Xizicus sinuatus
- Xizicus spathulata
- Xizicus tam
- Xizicus tinkhami
- Xizicus transversus
- Xizicus tuberculatus
- Xizicus wuzhishanensis
- Xizicus xiai